# Freilichtmuseum Sachsenhof

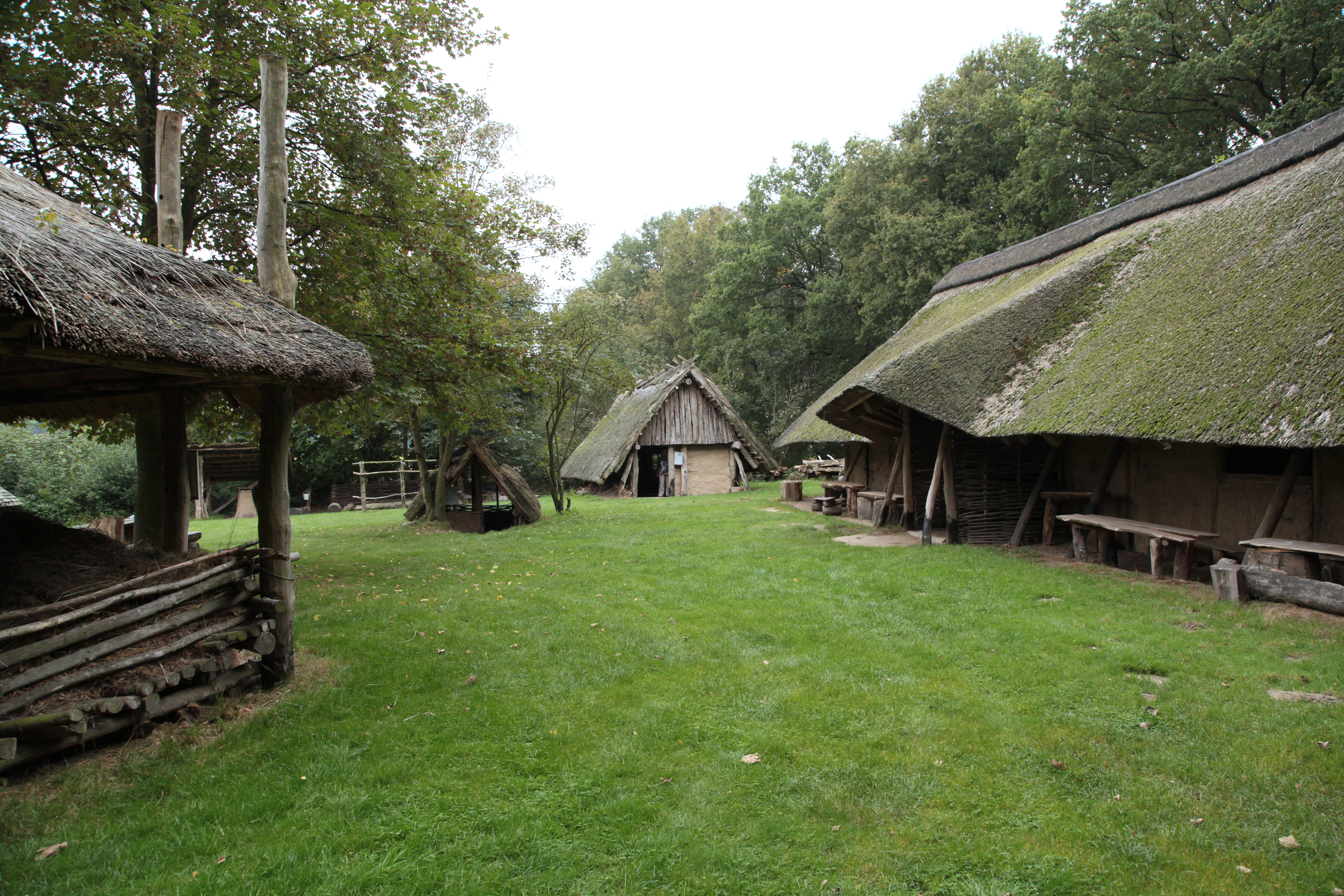
2014

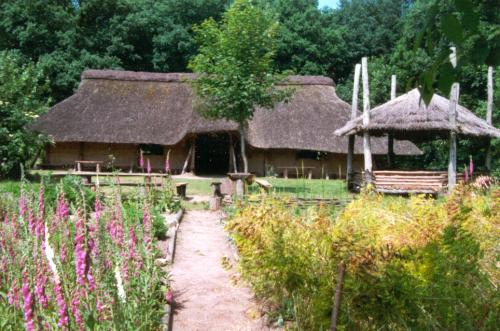
Freilichtmuseum Sachsenhof

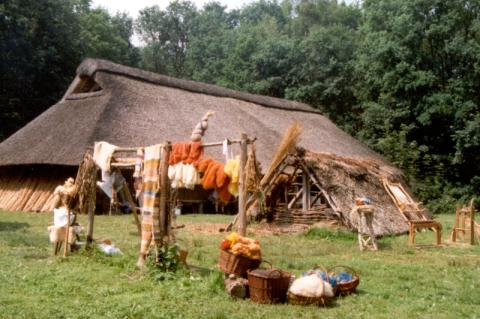
Mittels der auf dem Sachsenhof angebauten Nutz- und Färbepflanzen werden Textilien hergestellt.

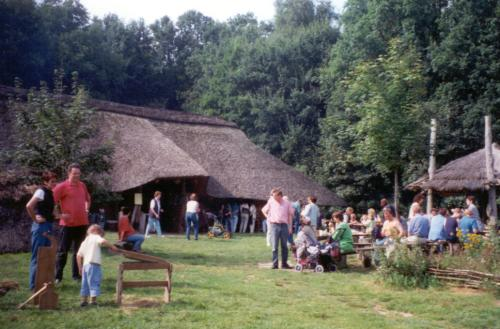
Alljährlich findet ein Aktionstag am Sachsenhof statt.

Das Freilichtmuseum Sachsenhof in Greven-Pentrup ist eine Rekonstruktion einer 1200 Jahre alten frühmittelalterlichen sächsischen Hofanlage mit Anbauversuchen von Kulturpflanzen und Ackerwildkräutern aus jener Zeit.
1973 begann das Westfälische Museum für Archäologie Münster mit Ausgrabungen in dem Sandabbaugebiet Münster-Gittrup. An dieser Stelle fanden sich nicht nur Spuren frühmittelalterlichen, sondern auch älteren urgeschichtlichen Lebens, die von eiszeitlichen Neandertalern, die Jäger und Sammler waren, über die jungsteinzeitliche, Ackerbau betreibende Bevölkerung (Gräber der Trichterbecherkultur) bis zum Menschen der vorrömischen Eisenzeit (großer Urnenfriedhof) reichen. Um die Bedeutung der archäologischen Untersuchungen und die daraus gewonnenen Erkenntnisse auch Besuchern schon während der laufenden Grabungen verständlich zu machen, wurde 1983 mit der Rekonstruktion eines frühmittelalterlichen sächsischen Hofplatzes aus dem 6. – 8. Jhd. n. Chr. In unmittelbarer Nähe der Ausgrabungsfläche begonnen.
Der Heimatverein Greven e. V. hat im Jahr 1987 das Haupthaus aus Gittrup wegen des dort auslaufenden Pachtvertrages übernommen, vor Ort abgetragen und danach zusammen mit der Stadt Greven sowie dem Amt für Bodendenkmalpflege, Münster, in Greven-Pentrup am Hochufer der Ems wieder aufgebaut. Ungefähr 1 km südlich dieses neuen Standortes wurden in der Bauernschaft Wentrup 1987 bei Entsandungsarbeiten ebenfalls Gebäudespuren und Gebrauchsgegenstände sächsischer Bauern entdeckt.
Seit dem Frühjahr 1988 entstand nach den Originalbefunden der Ausgrabung in Gittrup diese sächsische Hofstelle in unmittelbarer Nähe der Ems. Diese Befunde waren dunkle Verfärbungen im Boden, die die Spuren ehemaliger Pfosten anzeigten (Pfostengrube).
Eigentümer dieser Anlage ist die Stadt Greven und Betreiber der Heimatverein Greven, insbesondere der Arbeitskreis Sachsenhof. Die wissenschaftliche Leitung hat das Amt für Bodendenkmalpflege Münster übernommen.
Im Mittelpunkt der Anlage steht das Haupthaus als Wohn- und Stallhaus. Dieses ca. 18 m lange Pfostenhaus mit seinen schiffsförmig gebogenen Längswänden, schrägen Außenpfosten und seinem stützenfreien Innenraum ist charakteristisch für die Häuser der Sachsen im frühen Mittelalter. Die aus Weiden geflochtenen Wände sind mit einem Lehmputz versehen.
Das mit Reet gedeckte Walmdach ragt weit über die Wände hinaus, damit die zur Imprägnierung unten angebrannten Eichenpfosten und die Lehmwände nicht nass werden und damit länger halten.
Ein Grubenhaus, eine Scheune und ein Heuberg sind weitere Gebäude der Hofstelle, wie ja auch heute zu einem Bauernhaus mehrere Nebengebäude benötigt werden. Die bis zu 1 m in die Erde eingetieften Grubenhäuser nutzten die Sachsen als Handwerkshäuser. Funde von Standspuren ehemaliger Webstühle sowie tönerne Webgewichte und Spinnwirtel zeigen, dass sie sehr oft der Textilherstellung dienten.
Die germanischen Volksrechte stellten diese Grubenhäuser schon unter ihren besonderen Schutz. Einige Grabungsfunde zeigen, dass sie wegen ihres wertvollen Inhaltes oft mit Schlössern gesichert waren.
Heuberge sind Vorratslager für Heu und Getreide mit senkrecht verschiebbaren Dächern. Sie konnten dadurch flexibel der jeweiligen Erntemenge angepasst werden.
Handwerksstätten wie ein Töpferofen und ein Rennofen, die entsprechend archäologischen Befunden nachgebaut wurden, vervollständigen die Anlage, denn die Menschen dieser Zeit mussten sich bis auf wenige Ausnahmen mit allem für ihr Leben Notwendigen selbst versorgen.
Ein Schwerpunkt der Arbeit am Sachsenhof ist der alljährliche Anbau von Nutz- und Kulturpflanzen im Garten und Feld sowie von Acker begleitenden Wildkräutern.
Der Bronzeguss, die Teerherstellung, die Speiseölgewinnung mit einer Keilpresse und das Drechseln mit einer Wippdrehbank vervollständigen die Aktivitäten auf dem Sachsenhof.
Im Garten finden sich Küchenkräuter, Medizinpflanzen und Färbepflanzen. Getreide und Hülsenfrüchte, die Grundlagen der damaligen Nahrung, Öl-, Stärke- und Faserpflanzen werden im Feldbereich angebaut. Im Wall wachsen für die Zeit belegte Heckenpflanzen, Obst- und sonstige Bäume.
Auf der Anlage wachsen auch aus dem mediterranen Raum stammende Pflanzen, die im späteren Frühmittelalter durch das Wirken der Klöster nach der Christianisierung des Landes Verbreitung finden (Capitulare de villis von Karl dem Großen).
Einen weiteren Schwerpunkt bildet der Flachsanbau zur Gewinnung der Textilfaser Leinen sowie der Anbau von Färbepflanzen zum Färben von Wolle und Leinen.
Beachtung findet vor allem der Färberwaid, der über Jahrhunderte die blaue Farbe für Textilien lieferte, bevor im 16. Jahrhundert der Indigo nach Europa kam.

## Aktionstage
Der Arbeitskreis Sachsenhof veranstaltet alljährlich einen Aktionstag, an dem Besucher praktische Tätigkeiten auf der Sachsenhofanlage, wie etwa das Färben von Leinen, veranschaulicht werden.
Die Besucher können sich auch außerhalb der Aktionstage an den jahreszeitlich bedingten Aktivitäten wie Aussaat und Ernte sowie der Pflege und Instandsetzung der Gebäude und Handwerksstätten beteiligen.

## Sachsenhof-Zentrum
Das Sachsenhof-Zentrum ist ein Informations- und Schulungsgebäude auf der Sachsenhofanlage. Das Gebäude wird vom Heimatverein Greven e. V. unterhalten und beherbergt einen Seminarraum, ein Magazin, eine Teeküche und sanitäre Anlagen.
Das Informations- und Schulungsgebäude wurde vom Land NRW, dem Kreis Steinfurt und der Stadt Greven gefördert und im September 2021 eröffnet.

## Sonstiges
Das Haupthaus brannte im Jahr 1991 nieder und wurde daraufhin wieder aufgebaut. In der Nacht zum 1. November 2016 geriet eine Scheune des Freilichtmuseums Sachsenhof in Brand. Auch diese wurde wiedererrichtet.
Das Freilichtmuseum Sachsenhof ist eine Sehenswürdigkeit entlang des Emsradweges.